# Адмирал Макаров (крейсер)
«Адмирал Макаров» — первый русский и советский броненосный крейсер типа «Баян» (см. также «Паллада» (1907 год) и «Баян» (1908 год)).

## Описание
Общая длина «Адмирала Макарова» составляла 137 метров. Максимальная ширина судна составляла 17,5 метра, осадка 6,7 метра, водоизмещение 7 750 длинных тонн (7 870 тонн). Экипаж корабля состоял из 568 человек (офицеров, нижних чинов и других). «Адмирал Макаров» был наименован в честь адмирала Степана Осиповича Макарова.
На корабле были установлены две вертикальные паровые машины тройного расширения общей проектной мощностью 16 500 лошадиных сил (12 304 кВт), предназначенные для движения крейсера со скоростью 21 узел (39 км/ч). Однако во время ходовых испытаний они развивали 19 320 лошадиных сил (14 410 кВт) и разгоняли корабль до максимальной скорости 22,55 узла (41,76 км/ч; 25,95 миль/ч). Пар для двигателей вырабатывали 26 котлов Бельвиля. Крейсер был способен перевозить максимум 1 100 длинных тонн (1 118 тонн) угля, хотя дальность его плавания неизвестна. В другом источнике указана его дальность плаванья была рассчитана на 3 300 морских миль, при запасе угля в 1 020 тонн
Основное вооружение «Адмирала Макарова» состояло из двух 8-дюймовых (203 мм) 45-калиберных орудий в одноорудийных башнях на носу и корме. Восемь 6-дюймовых (152 мм) орудий были установлены в казематах по бортам корпуса корабля. Противоторпедную оборону корабля обеспечивали двадцать 75-миллиметровыми 50-калиберных орудий; восемь из них были установлены в казематах по бокам корпуса и в надстройке. Остальные орудия располагались над казематами шестидюймовых орудий в поворотных креплениях с орудийными щитами. На «Адмирале Макарове» также были установлены четыре 47-миллиметровых пушки Гочкиса. Корабль также имел два подводных 457 мм торпедных аппарата, по одному на каждом борту.
На броненосном крейсере использовалась крупповская броня. Пояс по ватерлинии имел толщину 190 миллиметров над машинными отделениями. В носу и корме он уменьшался до 90 мм. Верхний пояс и казематы имели толщину 60 мм. Броневая палуба имела толщину 50 мм; над центральной батареей она состояла из одной плиты, а в других местах - из 30-миллиметровой плиты над двумя 10-миллиметровыми плитами. Орудийные башни были защищены броней толщиной 132 миллиметра, а стенки боевой рубки имели толщину 136 миллиметров.

## Спасательная операция в Мессине
Когда отряд под флагом контр-адмирала В. Литвинова («Адмирал Макаров», «Богатырь», «Цесаревич» и «Слава») находился в Средиземном море, то 28 декабря 1908 года стало известно о землетрясении на Сицилии. Литвинов сразу же направил корабли на помощь. Команды действовали самоотверженно и в высокой степени умело, успев спасти множество сицилийцев.

## Первая мировая война
Первую мировую войну крейсер провёл в составе бригады крейсеров Балтийского флота (в неё входили также «Баян», «Паллада», «Громобой»), которая вместе с бригадой линейных кораблей и 1-й минной дивизией была включена в Эскадру Балтийского моря. С первых дней войны крейсер нёс дозорную службу на ближних и дальних подступах к защищавшему вход в Финский залив центральному минному заграждению. Участвовал в безрезультатном морском бою 4 (17) августа 1914 года совместно с крейсером «Баян» против лёгкого германского крейсера «Аугсбург» (по итогам боя за отсутствие инициативы командующий флотом Н. О. Эссен снял с должности командира крейсера К. И. Степанова). 27 сентября (10 октября) 1914 года крейсер подвергся атаке германской подводной лодки U-26, но обе выпущенные торпеды прошли мимо. С декабря 1914 по декабрь 1915 года провёл 15 боевых походов на установку минных заграждений или на прикрытие минных постановок. Участвовал в морском бою с германским отрядом кораблей (лёгкий крейсер «Мюнхен» и несколько миноносцев) при прикрытии минной постановки в апреле 1915 года и в Готландском морском бою 19 июня (2 июля) 1915 года, где получил одно попадание.
В 1916 году на крейсере были проведены капитальный ремонт корпуса, ремонт котлов и иного оборудования, поэтому корабль в боевых операциях в этом году практически не участвовал.
Февральскую революцию 1917 года крейсер встретил на зимовке на рейде Кувайст у острова Моон, расправ над офицерами и иных эксцессов на кораблей не происходило. Во воспоминаниям позднее эмигрировавших офицеров, весной и летом 1917 года команда «Адмирала Макарова» отличалась наиболее строгим сохранением дисциплины среди крупных кораблей Балтфлота. Участвовал в Моонзундском сражении в октябре 1917 года.
В Гражданской войне корабль фактически не участвовал, простояв всю войну в Кронштадте. 15 августа 1922 года крейсер продали в Германию на металлолом.

## Командиры
- 02.10.1906-05.10.1909 — капитан 2-го ранга (с 06.12.1906 капитан 1-го ранга) Пономарёв, Владимир Фёдорович
  - xx.12.1908-11.05.1909 — вр. и. д. капитан 2-го ранга Порембский, Казимир Адольфович
- 05.10.1909-хх.хх.1911 — капитан 1-го ранга Курош, Александр Парфёнович
- 31.12.1911-xx.xx.1914 — капитан 1-го ранга Нехаев, Константин Константинович
- 20.01.1914-хх.05.1914 — капитан 1-го ранга Вердеревский, Дмитрий Николаевич
- хх.05.1914-18.08.1914 — капитан 1-го ранга Степанов, Константин Иванович
- 18.08.1914-хх.07.1915 — капитан 1-го ранга Плен, Павел Михайлович
- 10.08.1915-xx.xx.1916 — капитан 1-го ранга Владиславлев, Пётр Петрович
- хх.хх.1916-хх.04.1917 — капитан 1-го ранга Тыртов, Николай Дмитриевич
- 01.05.1917-хх.хх.1918 — капитан 1-го ранга Сполатбог, Александр Николаевич
- хх.хх.1919-хх.хх.1921 — лейтенант Юзвикевич, Евгений Густавович
- хх.хх.1921-хх.хх.1922 — краском Орас, Пауль Юрьевич